# Newton Cavalcanti
Newton Cavalcanti (Bom Conselho, Pernambuco, 1930 - Rio de Janeiro, 2006) foi um gravador, pintor, aquarelista, ilustrador, desenhista e professor brasileiro.

## Biografia
Iniciou seus estudos nos ateliês de Raimundo Cela e de Oswaldo Goeldi, ingressando em 1954 na Escola de Belas Artes da Universidade Estadual do Rio de Janeiro. Em 1962, estudou arte e educação na Escolinha de Arte do Brasil, viajando para a Europa entre 1973 e 1975, onde participou de cursos e estágios na Inglaterra, na Itália e na Alemanha, patrocinado pela Fundação Brasileira de Educação e pelo governo da Alemanha. Em 1975, vai para Lisboa com bolsa de estudos da Fundação Gulbenkian. Entre 1960 e 1976 é professor de gravura do Centro Educacional de Niterói, lecionando também na Universidade de Brasília, em 1966, e no Instituto de Artes Visuais em 1976.

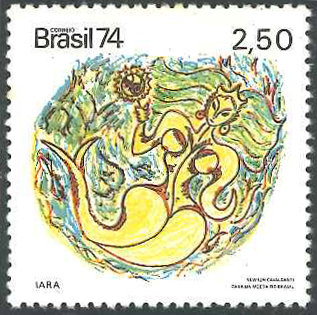
Iara, um dos selos da emissão comemorativa dos Correios, realizada em Fevereiro de 1974, para divulgação das Lendas Brasileiras, ilustrada por Newton Cavalcanti.

Ilustrou diversos livros de fábulas, publicando livros com suas gravuras. Realizou curtas e longas-metragens, juntamente com Paulo Sarraceni e Fernando Campos.
Em 1991, o cineasta brasileiro Rogério Sganzerla produziu o documentário "Newton Cavalcanti: A Alma do Povo Vista pelo Artista", apresentado no 23º Festival de Cinema de Turim, em 2005, na rubrica "Tribute to Rogério Sganzerla".
Em dezembro de 2012, foi apresentada no Museu da Chácara do Céu, no Rio de Janeiro, uma mostra retrospectiva da obra de Newton Cavalcanti, sendo lançado por essa ocasião o catálogo “Lendas Rústicas”, contando a trajetória do gravurista e a primeira publicada sobre a sua obra, com prefácio de Ferreira Gullar.